# Spitz finnico
Lo Spitz finnico (Suomenpystykorva in finlandese) è un'antica razza di spitz finlandese usato da secoli per diversi tipi di caccia ed è il cane nazionale della Finlandia.

## Origini

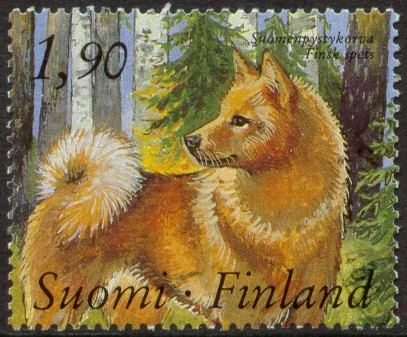
Lo spitz finnico ritratto in un francobollo finlandese

Lo Spitz finlandese storicamente venne selezionato per la caccia ai volatili, che segnalava abbaiando. Nel 1892 fu redatto il primo standard di razza e fu organizzata la prima esposizione dedicata, mentre nel 1897 ebbe luogo la prima competizione di caccia alla selvaggina da penna.
Nel 1979 è stato dichiarato "cane nazionale finlandese".

## Caratteristiche fisiche
Cane dalle dimensioni più piccole della taglia media, snello, robusto e dal portamento elegante. 
Il pelo del dorso è rosso acceso o rosso-dorato, più chiaro invece sul muso, le zampe, guance, interno delle orecchie, gola, ventre e coda.